# Château Neuwaldegg

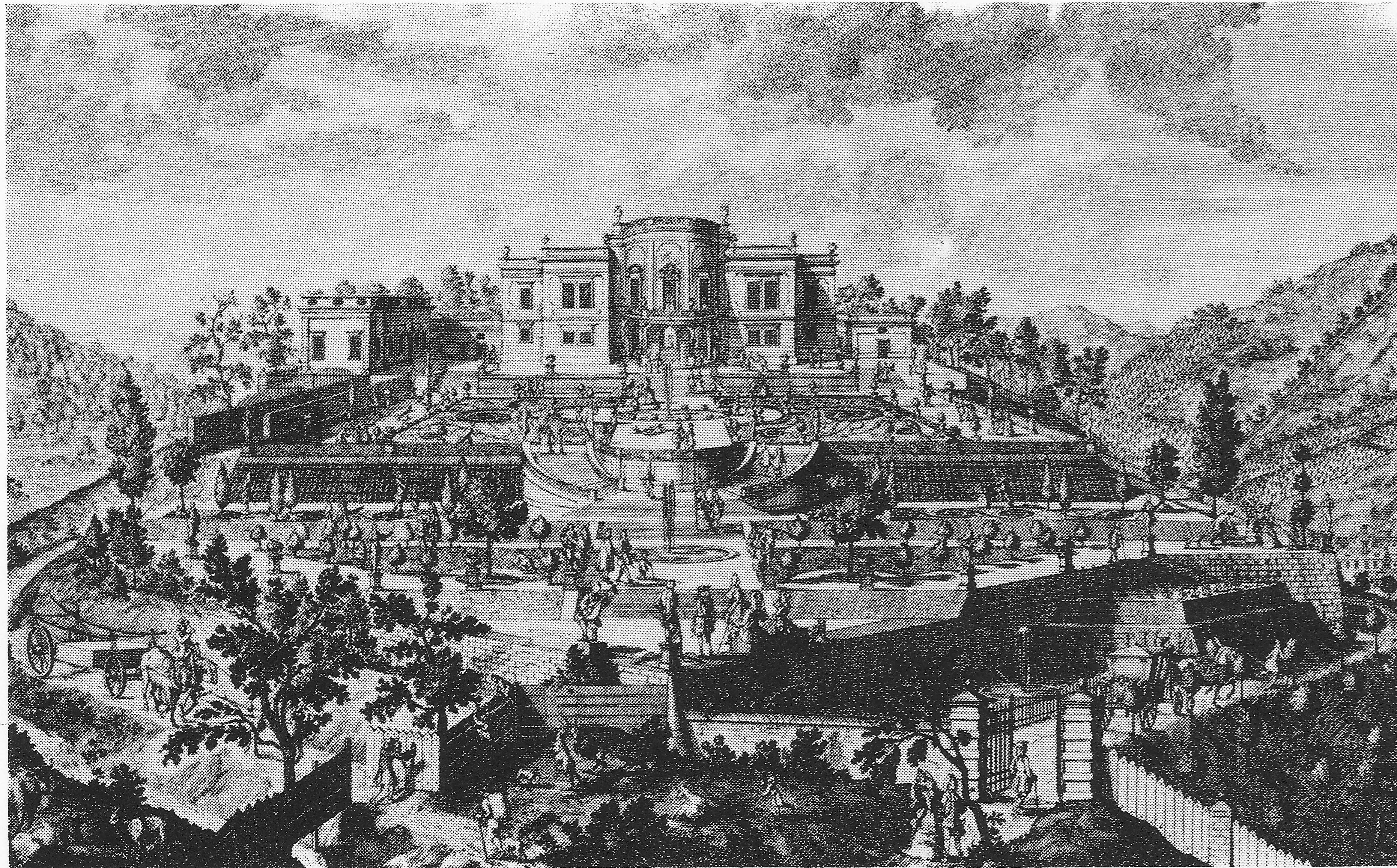
Schloss Neuwaldegg, gravure 1719.

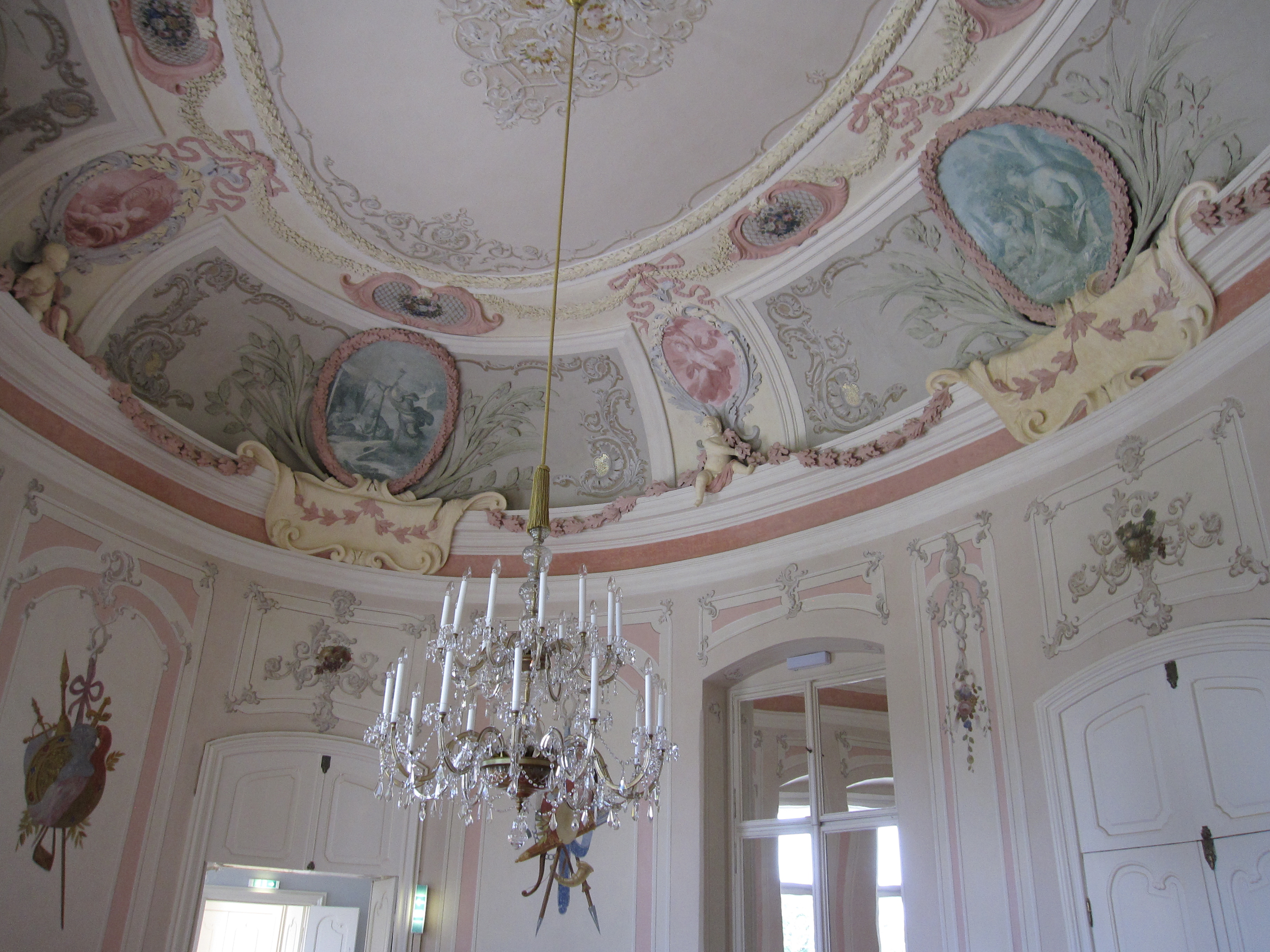
Intérieur.

Le Château Neuwaldegg est un palais baroque avec un jardin anglais situé dans le quartier Hernals de Vienne, en Autriche1. Il est actuellement privé et loué pour une variété d'événements privés et publics.

## Histoire
Le manoir de Neuwaldegg est né d'une ferme acquise par le conseiller impérial Stefan Agler après le siège de Vienne en 1529. Agler a été anobli au rang de Ritter par l'empereur des Habsbourg Ferdinand Ier et a reçu en 1539 le titre d'Edler de Paumgarten et Neuwaldegg.
Le palais actuel a été construit vers 1697 à la demande du comte Theodor von Strattmann, très probablement selon les plans conçus par Johann Bernhard Fischer von Erlach, et entouré d'un jardin à la française. En 1765, le maréchal comte Franz Moritz von Lacy, confident de l'impératrice Marie-Thérèse et de son fils Joseph II, acheta le domaine. Il fit de nouveau agrandir le bâtiment et aménager le parc paysager anglais, l'un des premiers de la monarchie des Habsbourg. Il comprend 17 chalets de roseaux du Hameau (du mot français « hameau ») pour accueillir les invités de Lacy, ainsi qu'un mausolée construit en 1794 qui est devenu son dernier lieu de repos. Lorsqu'il a ouvert ses jardins au public, ils sont devenus une destination populaire pour les excursionnistes viennois.
Après la mort de Lacy en 1801, la famille princière Schwarzenberg a acheté le palais et le grand parc paysager, qui jusqu'à aujourd'hui s'appelle parc Schwarzenberg, avec deux obélisques situés la longue avenue Schwarzenbergallee de 2 km, avec des statues de dieux grecs. Cependant, les nouveaux propriétaires ont fait transférer de nombreux trésors artistiques au château de Český Krumlov en Bohême, et au fil du temps, le bâtiment et les jardins sont tombés dans un état de négligence générale. Neuwaldegg a été incorporé dans le 17e arrondissement de Vienne le 1er janvier 1892. L'archidiocèse catholique romain de Vienne a finalement acheté le palais en 1951, tandis que le parc qui s'étend jusqu'aux limites de la ville a été acheté par les autorités municipales en 1958 et a été réaménagé en zone de loisirs.

## Remarques
1 L'adresse est au XVII. Waldegghofgasse 3.
- (en) Cet article est partiellement ou en totalité issu de l’article de Wikipédia en anglais intitulé « Neuwaldegg Schloss » (voir la liste des auteurs).